# Zelotes eremus
Zelotes eremus är en spindelart som beskrevs av Levy 1998. Zelotes eremus ingår i släktet Zelotes och familjen plattbuksspindlar.
Artens utbredningsområde är Israel. Inga underarter finns listade i Catalogue of Life.